# 2時をつかむ男
『かわのDAの2時をつかむ男』（かわのだのにじをつかむおとこ）は、池袋FMにて毎週日曜14時～14時15分まで放送中のラジオ番組である。
かわのDAやコアなリスナーは「にじつか」と略される。

## 概要
番組のキャッチコピーは「今話題のブクロ系トークバラエティ番組」。2019年7月7日の初回放送から毎週放送。放送回数が200回を超え（2023年4月時点）、池袋FMの中でも長寿番組の部類に入る。タイトルは映画『虹をつかむ男』に由来し、パーソナリティのかわのDAの考案。基本的にパーソナリティのかわのDAが単独で15分トークをしていく進行である。番組の冒頭には放送日の日にあった「きょうの○○」のようなコーナーが展開される（例：11月11日が放送回だった場合はポッキーの日など）。その後はCMに入るまで矢継ぎ早にトークが展開される。不定期コーナーは、心理クイズ、早口言葉、ランキング発表、あるある、お便り紹介など。2021年4月11日、30分拡大版を放送。
2022年6月～11月ミーコールが番組アシスタントとして参加。
8月28日には特別企画「ミーコールの2時をつかむ女」11月卒業スペシャルが放送された。
2022年11月～KOko2代目番組アシスタント加入。
2024年1月28日サンデーSmail talk&2時をつかむ男コラボ特番1時間スペシャル
2024年7月～KOkoの弟子「Bibiちゃん」サブアシスタントとして加入。
2024年8月～9月 番組スポンサー　合同会社mon-lou-lou
2024年10月～2025年1月　番組スポンサー　レンタかわせ レンタル人間
2025年3月～７月　番組スポンサー　良品倉庫（良縁チャンネル）
特別企画
- 2023年1月29日 KOkoの2時をつかむ女
- 2023年3月5日 シンジ・ミナの2時をつかむ2人
- 2023年3月12日 びんちょうまぐろの2時つかむ男
- 2023年3月19日 江里華の2時をつかむ女
- 2023年6月18日 第2回Kokoの2時をつかむ女
- 2023年6月25日 ぬん[黒歴史姉さん]の2時をつかむ女
- 2023年7月30日 meisouの2時をつかむバンド
- 2023年10月29日 puff noideとしぞーの2時をつかむ男
- 2023年4月・5月インフルエンサーぬん[黒歴史姉さん]のゲスト紹介コーナー「ぬんさんのバズらせ隊」
- 2024年6月30日ブレイクジェンガの2時つかむ男

エンディングテーマ曲「にじつかのテーマ」は番組内で1度も放送されず、YouTubeの「かわのDAチャンネル」でないと聴けない。
- puff noide2023年3月17日　ぷれりり4月放送予告掲載

・2023年8月10日　池袋FM未完の夜間にかわのDAとKokoさんでゲスト出演した。
・2023年8月26日 池袋FMカゲゴノミ　ゲスト出演
・2023年9月3日　池袋FMパーソナルトレーナー村田のオールナイトニッホン ゲスト出演
・2023年10月17日　池袋FMだっちの火曜theNIGHT　ゲスト出演
・2023年10月21日 池袋FMカゲゴノミ　ゲスト出演
・2023年10月24日　池袋FMだっちの火曜theNIGHT　ゲスト出演
・2023年10月31日　池袋FMだっちの火曜theNIGHT　ゲスト出演
・2023年11月1日　池袋FM Yes！やたまゆモ～マンタイ　ゲスト出演
・2023年11月2日　池袋FM未完の夜間　ゲスト出演
・2023年11月4日　放送4周年記念公開収録&リスナー交流会「2時つかフェス」開催
・2024年5月26日　新企画　男子禁制女子トーク（女性ゲスト2名以上の時の限定特番）スタート
・2024年7月18日　池袋FM空里祐美ポジティブロード　ゲスト出演
・2024年8月25日　第2回男子禁制女子トーク
・2024年9月1日　第3回男子禁制女子トーク
・2024年9月1日　第3回男子禁制女子トーク
・2024年11月17日 2時をつかむあいラジ
・2024年11月24日　第4回男子禁制女子トーク
・2024年12月1日　Infinity.H の2時をつかむ女 ママ夢ラジオ埼玉
・2024年12月8日　2時をつかむ競馬の魅力発信！
・2024年12月15日　第5回男子禁制女子トーク
・2025年2月23日 2時をつかむあいラジ②
・2025年4月 2時つか-1グランプリ
・2025年6月22日 2時つか版！だっちの火曜theNIGHT！
・2025年8月31日Bibiちゃんの２時をつかむ女

YouTubeチャンネル（かわのDAチャンネル）で過去回を聴くことができる。

## パーソナリティー
- かわのDA - フリーのお笑いタレントであり、YouTuberでもある[3]。

## 過去のマンスリーゲスト
- 2019年11月 - ゆきおとこ（お笑い芸人）
- 2019年12月 - きすけ（阿波野菜コンシェルジュ兼ライバー）
- 2020年1月 - ゆきおとこ（お笑い芸人）
- 2020年2月 - ゆきおとこ（お笑い芸人）お笑い芸人 ゆきおとこ
- 2021年11月 - 朝宮鴻希（池袋FM『朝宮鴻希のMUSICBOX』番組MC）
- 2021年12月 - りょう（YouTuber 「りょうちゃんねる」）
- 2022年1月 - mayu（池袋FM『mayuのMUSIC LIFE』 番組MC）
- 2022年2月 - りょう、黒ちゃん（YouTuber 「りょうちゃんねる」）
- 2022年4月 - 伊藤純一（歌手、池袋FM『伊藤純一とn人のオタク』番組MC）
- 2022年5月 - Ray、まっち、カトリーヌようこ（まえばしCITYエフエム『ガチャガチャラジオ』番組MC・メンバー）
- 2022年6月 - 名波朋香、桜井夕香（YouTuber 「ガールズドリフ」 ）
- 2022年7月 - 井伊優（歌手、ラジオMC）
- 2022年9月 - パーソナルトレーナー村田（池袋FM『パーソナルトレーナー村田のオールナイトニッホン』番組MC）
- 2022年10月 - まこぱんだ（ラジオパーソナリティ＆プロデューサー）
- 2022年11月 - 井伊優（歌手、ラジオMC）
- 2022年12月 - ただしSAN（殺陣師、ラジオMC）
- 2023年2月 - スーパーフンババ軍団（ハシモトユキヒロ（リーダー）、愛の伝道師シンジ、あゆみ、ウォーリー政宗、江里華、岡恵子、澤樹潤、西本浩子、ぬん）
- 2023年3月 - MC企画　愛の伝道師シンジ、ミナ、びんちょうまぐろ（澤樹潤&高田ブレイク）、江里華、ザ・齋藤

- 2023年4月 - ぬんさんのバズらせ隊　一条正都（セクシー俳優）
- 2023年5月 - ぬんさんのバズらせ隊 おせーよ山田（ブレイキングダウン出場選手）
- 2023年6月 - ぬん（黒歴史姉さん）（インフルエンサー）　シークレットゲスト　井伊優（歌手、ラジオMC）
- 2023年7月 - meisou（バンド）
- 2023年8月 - 高畑裕太（俳優）釈迦（YouTuber）ぬん（黒歴史姉さん）（インフルエンサー）
- 2023年9月 - 森本龍太郎（アーティスト）
- 2023年10月-puff noideとしぞー（アーティスト）
- 2023年11月-谷田部麻由美（ナレーター）だっち（芸人）puff noideとしぞー（アーティスト）みやぺにあ（アーティスト）
- 2023年12月-公開収録「2時つかフェス」3日みやぺにあ（アーティスト）/10日だっち（芸人）/17日カゲゴノミ（ラジオMC）/24日永井らんど（アーティスト）31日puff noideとしぞー（アーティスト）
- 2024年1月-だっち（芸人）puff noideとしぞー（アーティスト）藤井虹弥（声優アーティスト）
- 2024年2月 - 井伊優（歌手、ラジオMC）ACE project （歌手、ラジオMC）
- 2024年3月 - パンチ社長（引っ越しマンハッタン社長）
- 2024年4月 - meisou（バンド）はむきち（プロカメラマン）つばさ（自称競馬芸人）
- 2024年5月 - 谷田部麻由美（ナレーター） ROME.（ラジオMC、役者）
- 2024年6月 -ブレイクジェンガ（芸人）
- 2024年7月 - いしいの窓口（ブロガー）Inよっこん（ラジオMC） カゲゴノミ浅い人間（ラジオMC） 空里祐美（歌手）　ながいらんど（アーティスト）　パーソナルトレーナー村田（ラジオMC） MAYU（ラジオMC）
- 2024年8月 - 麻倉まりな（グラビアアイドル/歌手）Toco（歌手） 波白美空子（歌手）
- 2024年9月 - ご夫婦スペシャル　パンチ社長&あみ社長（引っ越しマンハッタン社長）　みやぺにあ（ミヤ）（歌手）&misono（ダンス系フィットネスインストラクター）
- 2024年10月- ハロウィンスペシャル　藍澤つかさ（コスプレ専門カメラマン）獅子唐辛子（コスプレーヤー）憑流（コスプレーヤー）りゅーが（コスプレーヤー）ウォーリー政宗（YouTuber）タワシおじさん
- 2024年11月- あいラジスペシャル　森麻衣（あいラジ社長）クウネル（あいラジディレクター）リリス（占星術師）
- 2024年12月-  Infinity.H（ママ夢ラジオ埼玉MC Hitomi（歌手・ハンドメイド作家）&Hiroe（モデル・イベント企画運営）） つばさ（自称競馬芸人）

- 2025年1月- 逸見チエコ（作家・イラストレーター）　ちべすな（社会人芸人）　黄色とまほろば（社会人芸人コンビ）

- 2025年2月- あいラジMC軍団　雨 あんでぃ〜 齋藤隆一 凛南

- 2025年3月‐パンチ社長（引っ越しマンハッタン社長）　Champ（役者）　Riliy（歌手）　パーソナルトレーナー村田（ラジオMC）　つばさ（自称競馬芸人）

- 2025年4月‐「２時つか-1グランプリ出演芸人」　黄色とまほろば　ドウセイブン　より良い

「審査員」　パンチ社長（引っ越しマンハッタン社長）　Champ（役者）puff noideとしぞー（アーティスト）吉澤さん（経営者）
- 2025年5月‐演劇集団ACTRIP 代表講師ヒロユキ（役者、旅人）　演劇集団ACTRIP生徒　めい　ゆうき

- 2025年6月-asa(歌手)　ウォーリー政宗（YouTuber）　だっち（芸人）
- 2025年7月-えんちん・うぇーい（アーティスト）

　2025年8月‐パンチ社長（引っ越しマンハッタン社長・良縁チャンネル）　ゆきおとこ（芸人）

特別ゲスト
- 2022年8月7日 - ミヤ（池袋FM『未完の夜間』番組MC）
- 2025年7月26日-だっち（芸人）吉崎和也（芸人サッカーチームSMILERS　メディア戦略部部長）

## 番組エンディングテーマ
- 2024年2月- 井伊優　THE PAST ROAD/CALL

- 2024年3月- 広瀬哲朗　 Never Give Up

- 2024年9月-みやぺにあ　鳩の糞が落ちてきた（他3曲）

- 2024年12月-Infinity.H Hiroe Happiness/ひまわりのように
- 2025年2月‐凛南　履歴書センセーション
- 2025年3月‐Riliy　輝いて
- 2025年6月-asa　恋火
- 2025年6月-えんちん・うぇーい